# (100188) 1994 CM1
(100188) 1994 CM1 es un asteroide perteneciente al cinturón de asteroides, descubierto el 9 de febrero de 1994 por el equipo del Observatorio Astronómico de Farra d'Isonzo desde el Observatorio Astronómico de Farra d'Isonzo, Farra d'Isonzo, Italia.